# Gold Panda
Gold Panda, pseudonimo di Derwin Schlecker (Londra, 1980), è un musicista e produttore discografico britannico.
Dopo aver pubblicato diversi 7" e singoli, nel 2010 ha firmato per la Ghostly International, con cui ha pubblicato l'album di debutto, ossia Lucky Shiner, nel settembre 2010.

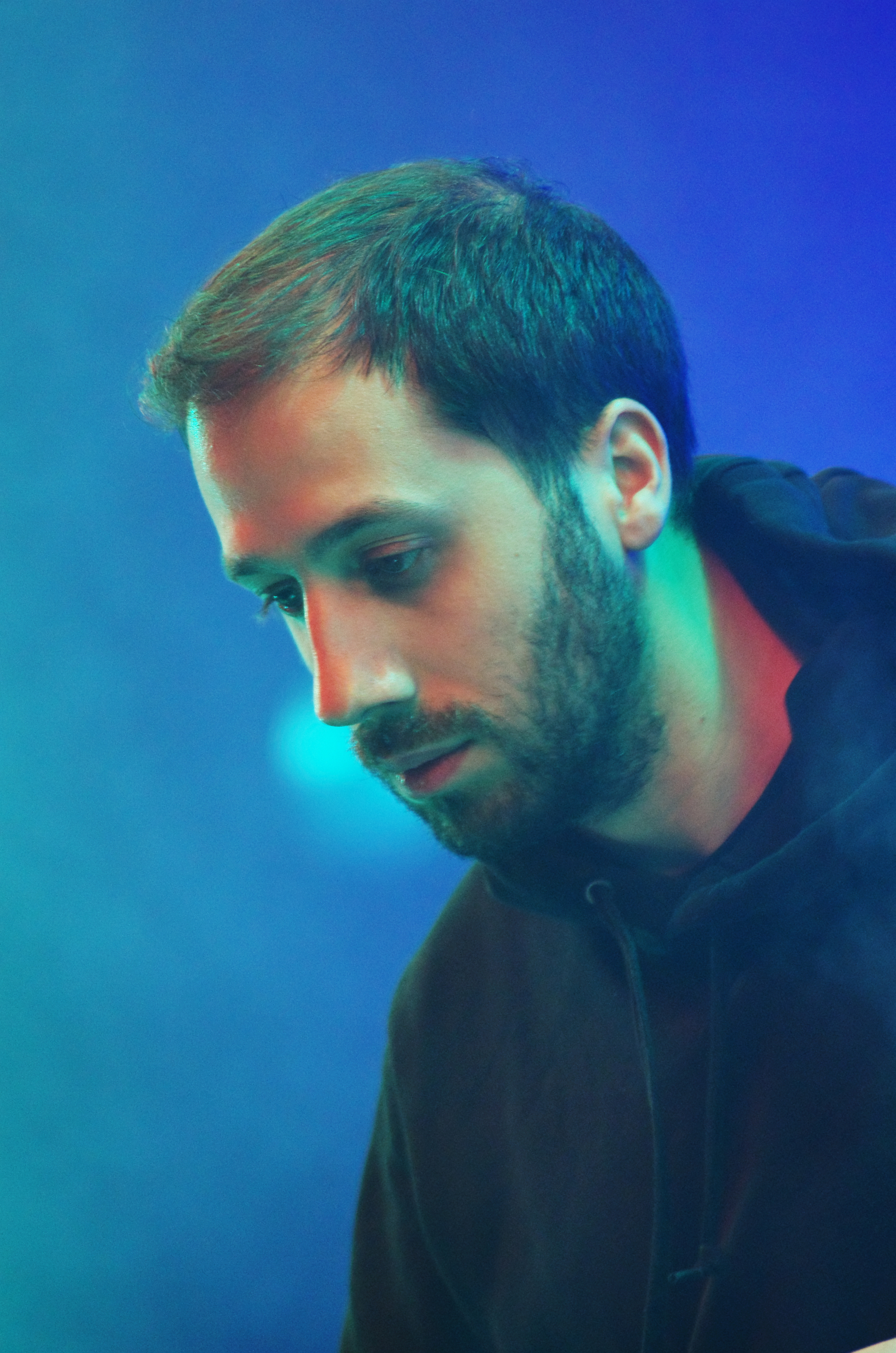

## Discografia

### Album
- 2010 - Lucky Shiner
- 2013 - Half of Where You Live
- 2016 - Good Luck and Do your Best
- 2022 - The Work

### EP
- 2009 - Before
- 2009 - Miyamae
- 2010 - You
- 2010 - Snow & Taxis
- 2011 - Marriage
- 2011 - DJ-Kicks: An Iceberg Hurled Northward Through Clouds
- 2013 - Trust

### Singoli
- 2009 - Quitter's Raga
- 2010 - You/Before We Talked
- 2012 - Mountain/Financial District
- 2013 - Brazil